# Kąpielisko Glinianki
Kąpielisko Glinianki – kąpielisko położone w zachodniej części Wrocławia, utworzone w oparciu o trzy zbiorniki wodne – glinianki, powstałe w wyniku eksploatacji na potrzeby pobliskich cegielni występujących tu złóż gliny (zbiorniki poeksploatacyjne). Ponieważ cegielnie zostały zniszczone podczas działań wojennych pod koniec II wojny światowej, zaprzestano wydobycia stąd surowca, a wykopy zostały zalane wodą, tworząc zespół trzech stawów. Kąpielisko położone jest przy ulicy Kosmonautów 2. Zachodni zbiornik przeznaczono do kąpieli, natomiast wschodni do uprawiania sportów wodnych.
Początkowo zbiorniki te wykorzystywano do kąpieli, mimo iż nie było tu zorganizowanego kąpieliska ("na dziko"). Zbiorniki gwarantowały w tamtym czasie wyjątkową czystość wody. Z czasem miejsce to stało się na tyle popularne, że postanowiono utworzyć tu kąpielisko. Od początku lat 60. XX wieku wyznaczono tu już strzeżone miejsce do kąpieli, uruchomiono także wypożyczalnię kajaków i rowerów wodnych. Od 1967 roku funkcjonuje jako Kąpielisko Glinianki. W latach 70. XX wieku wybudowano szatnie, toalety, prysznice i kioski gastronomiczne. Z kolei w latach 80 XX wieku został zbudowany pawilon wejściowy, w którym usytuowano kasy i biura. Powstało też boisko gier. Wypożyczalnia sprzętu wodnego rozszerzyła ofertę o sprzęt żeglarski. w 1996 roku zainstalowano zjeżdżalnię wodną (długości 90 m), którą usunięto w 2013 roku. Obecnie dostępne są takie inne atrakcje i urządzenia, np. stoły do gry w tenisa stołowego, boisko do piłki plażowej oraz pole biwakowe.